# Radovin
Radovin je naselje na Hrvaškem, ki upravno spada pod občino Ražanac Zadrske županije. Znan je po starodavnem glagolaškem izročilu in ljudskem cerkvenem petju. To je prišlo lepo do izraza tudi ob prenosu "v živo" maše iz tamkajšnje cerkve "Gospe od zdravja", ki jo je prenašala HTV1 3. julija 2016.

## Demografija
| Pregled števila prebivalcev po letih | Pregled števila prebivalcev po letih | Pregled števila prebivalcev po letih | Pregled števila prebivalcev po letih | Pregled števila prebivalcev po letih | Pregled števila prebivalcev po letih | Pregled števila prebivalcev po letih | Pregled števila prebivalcev po letih | Pregled števila prebivalcev po letih | Pregled števila prebivalcev po letih | Pregled števila prebivalcev po letih | Pregled števila prebivalcev po letih | Pregled števila prebivalcev po letih | Pregled števila prebivalcev po letih | Pregled števila prebivalcev po letih |
| ------------------------------------ | ------------------------------------ | ------------------------------------ | ------------------------------------ | ------------------------------------ | ------------------------------------ | ------------------------------------ | ------------------------------------ | ------------------------------------ | ------------------------------------ | ------------------------------------ | ------------------------------------ | ------------------------------------ | ------------------------------------ | ------------------------------------ |
| 1857                                 | 1869                                 | 1880                                 | 1890                                 | 1900                                 | 1910                                 | 1921                                 | 1931                                 | 1948                                 | 1953                                 | 1961                                 | 1971                                 | 1981                                 | 1991                                 | 2001                                 |
| 266                                  | 261                                  | 295                                  | 308                                  | 298                                  | 301                                  | 400                                  | 429                                  | 502                                  | 583                                  | 662                                  | 666                                  | 648                                  | 724                                  | 561                                  |